# 第5打撃軍
第5打撃軍 (ロシア語: 5-я ударная армия)は、第二次世界大戦中に編成されたソビエト連邦赤軍の軍。第5打撃軍は第10予備軍から兵力を抽出することにより、1942年12月9日に編成された。この1942年12月9日に編成される以前に、すでに2回編成されていたがどちらも1ヵ月以上続かず、これは3度目の編成だった。

## 編成
スタフカ予備に割り当てられていた第10予備軍を基に、1942年12月9日に第5打撃軍は編成され、以下の部隊で構成されていた：
第87狙撃師団
第300狙撃師団
第315狙撃師団
第4機械化軍団
第7戦車軍団
追加の砲兵と支援部隊

## 歴史

### 1942–43年
スターリングラード戦線に割り当てられ、1942年12月26日に土星作戦に参加した。1943年1月1日の編成は以下のとおり：
第4親衛狙撃師団
第258狙撃師団
第315狙撃師団
第5駆逐旅団
第3親衛騎兵軍団
第5親衛騎兵師団
第6親衛騎兵師団
第32騎兵師団
第152迫撃砲連隊
第8騎兵砲兵大隊
第3親衛戦車駆逐大隊
第274榴弾砲兵連隊
第331榴弾砲兵連隊
第1162銃砲兵連隊
第507戦車駆逐連隊
第764戦車駆逐連隊
第21親衛迫撃砲連隊
第1068対空砲兵連隊（第2対空砲兵師団）
第258工兵大隊
第827工兵大隊
新たに編成された南部戦線（旧スターリングラード戦線）に配属、第5打撃軍は第4ウクライナ戦線の一部としてサリスク＝ロストフ攻勢に参加した。1943年8月には、ミウス川に築かれたドイツ軍の防衛線であるミウス線を突破することに最終的に成功した。その後、ドニエプル川の戦いでメリトーポリ攻勢に参加した。
1943年8月1日には、第5打撃軍は以下の編成で構成されていた：
第31親衛狙撃軍団
第4親衛狙撃師団
第34親衛狙撃師団
第40親衛狙撃師団
第96親衛狙撃師団
第126狙撃師団
第127狙撃師団
第221狙撃師団
第315狙撃師団
第1親衛駆逐旅団
第506銃砲兵連隊
第1162銃砲兵連隊
第331榴弾砲兵連隊
第8対空砲兵旅団
第15対空砲兵旅団
第491戦車駆逐連隊
第507戦車駆逐連隊
第489迫撃砲連隊
第15対空砲兵師団
第342対空砲兵連隊
第723対空砲兵連隊
第1264対空砲兵連隊
第1617対空砲兵連隊
第32親衛戦車旅団
第22独立親衛戦車連隊
第28装甲列車大隊
第43特別指定工兵旅団
第258工兵大隊
第827工兵大隊

### 1944年
1944年には第3ウクライナ戦線の一部として、右岸ウクライナの解放及びヤッシー＝キシニョフ攻勢に参加した。1944年8月1日では以下の編成で構成されていた。
第10親衛狙撃軍団
第49親衛狙撃師団
第86親衛狙撃師団
第109親衛狙撃師団
第32狙撃軍団
60親衛狙撃師団
第295狙撃師団
第416狙撃師団
第248狙撃師団
第266狙撃師団
第44親衛銃砲兵旅団
第92軍団砲兵連隊
第507戦車駆逐連隊
第521戦車駆逐連隊
第489迫撃砲連隊
第1617対空砲連隊
第61工兵工作旅団
9月上旬、ウクライナのコーヴェリ地域に移転し、一時的にスタフカ予備に移され、1944年10月30日に第1白ロシア戦線に配属された。

### 1945年
1945年にワルシャワ・ポズナン攻勢とベルリン戦略攻勢作戦に参加した。ベルリンへの最終攻撃の間に第5打撃軍は極めて強化され以下の編成で構成されていた：
| 狙撃兵隊 26親衛狙撃軍団 第89親衛狙撃師団 第94親衛狙撃師団 第266狙撃師団 第9狙撃軍団 第230狙撃師団 第248狙撃師団 第301狙撃師団 第32狙撃軍団 第60親衛狙撃師団 第295狙撃師団 第416狙撃師団 | 砲兵隊 第6砲兵浸透軍団 第2砲兵浸透師団 第20軽砲旅団 第16親衛銃砲旅団 第4親衛重榴弾砲旅団 第121高榴弾砲旅団 第5迫撃砲旅団 第68砲兵偵察大隊 第14砲兵浸透師団 第169軽砲旅団 第172榴弾砲旅団 第176重榴弾砲旅団 第122高榴弾砲旅団 第21重迫撃砲旅団 第24迫撃砲旅団 第6親衛迫撃砲旅団 第112砲兵偵察大隊 第44親衛銃砲兵旅団 第97重榴弾砲旅団（第22砲兵浸透師団） 第124榴弾砲旅団 第32特別砲兵大隊 第322特別砲兵大隊 第331特別砲兵大隊 第3親衛対空砲兵旅団 第4親衛対空砲兵旅団 第39対空砲兵旅団 第507戦車駆逐連隊 第35親衛迫撃砲旅団 第32迫撃砲旅団（第22砲兵浸透師団) 第6重迫撃砲旅団（第22砲兵浸透師団） 第489迫撃砲連隊 第2親衛迫撃砲旅団 第25親衛迫撃砲旅団 第41親衛迫撃砲旅団（第22砲兵浸透師団） 第37親衛迫撃砲連隊 第92親衛迫撃砲連隊 第2親衛対空砲兵師団 第302親衛対空砲兵連隊 第303親衛対空砲兵連隊 第304親衛対空砲兵連隊 第306親衛対空砲兵連隊 第1617対空砲兵連隊 第4独立砲兵観測気球大隊 | 戦車隊・工兵隊 第11戦車軍団 第20戦車旅団 第36戦車旅団 第65戦車旅団 第12自動車化狙撃旅団 第50親衛重戦車連隊 第1071軽砲兵連隊 第1461自走砲連隊 第1493自走砲連隊 第93オートバイ大隊 第243迫撃砲連隊 第115親衛迫撃砲大隊 第1388対空砲兵連隊 第220戦車旅団 第11親衛重戦車旅団 第67親衛重戦車旅団 第92工兵戦車連隊 第396重自走砲連隊 第1504自走砲連隊 第61工兵工作旅団 第8火炎放射器大隊 |

## 戦後占領期
1945年ベルリン戦勝パレードに参加した。その後、東部ドイツの占領任務に割り当てられ、責任あるベルリン地域の保護を担当していた。ドイツ駐留ソ連軍として編成された時には以下のような構成をしていた：
第9狙撃軍団
248狙撃師団
301狙撃師団
第26親衛狙撃軍団
第89親衛狙撃師団
第94親衛狙撃師団
第266狙撃師団
第32狙撃軍団
第60親衛狙撃師団
第295狙撃師団
第416狙撃師団
第230狙撃師団
3個独立戦車旅団
第5打撃軍は1946年12月に解散された。

## 歴代司令官
- マルキアン・ポポフ中将（1942年12月）
- ヴャチェスラフ・ツヴェターエフ（ロシア語版）中将（1943年9月に上級大将）・（1942年12月 - 1944年5月）
- ニコライ・ベルザーリン中将（1945年4月上級大将)・（1944年5月 - 1945年6月16日）（ベルリン司令官在任中事故死）
- アレクサンドル・ゴルバトフ上級大将（1945年6月 - 1946年）